# Kek (mitologia)
Kek (també conegut com a Kuk, Keku, Kekui) és la deïtat que representava el concepte de foscor (kkw smꜣw, keku-semau) en l'antic Egipte en la cosmologia Ogdoad.
En concepte, Kek era vist com a androgínia, i la seva forma femenina s'anomenava Keket (també Kekuit). En Kek i Keket, en alguns aspectes també representaven el dia i la nit. En les seves representacions més antigues, Kekui es representat amb el cap d'una serp, i Kekuit amb el cap d'un gat o granota.